# インテリジェントビル
インテリジェントビル（英語：intelligent building）とは、商業の情報化に対応して、電力・通信インフラの強化や、OA化に伴う各種配線の取り回しに配慮した、高付加価値オフィスビルの事である。英語ではスマートビル（英語: smart building）とも呼ばれ、日本の建築関連法では高度情報化建築物とも呼ばれる。

## 概要
この様式は1984年にアメリカコネチカット州にあるユナイテッド・テクノロジーズ・ビルディング・システムが同社の立てたビルの様式（キャッチコピー）として定着させた。集中制御可能な空調・照明・防犯・防災設備をもち、電力・通信（コンピュータネットワークへの対応を含む）需要に対応させるべく、各所に工夫が設けられている。内線電話システムにも対応している。
日本においては1980年代末より同様式が急速に普及した。当初はオフィスコンピュータと端末機を接続するための配線に配慮したフリーアクセスフロアなどを設け、またこれら機器が温度変化に弱かった事から空調設備を完備、さらに増大した電力需要に対応すべく配線・配電孔を広く取ってあるなどの特徴が見られた。とはいえ特に法令上では同様式に明確な規定がある訳ではなく、主にOA化対応やフリーアクセスフロア等の完備を持って「インテリジェントビル」と銘打ってテナント募集などが行われている。
ただこれらは、従来工法には無かった余剰空間を大きめに取る事にも繋がり、特に敷地が限られる日本国内に於いては、ビル容積を遊ばせる余裕の無い所もあったため、インテリジェントビルは総じて「コストの掛かる様式」として、賃貸に於いても賃貸料が高い傾向も見られたが、テナントの評価も高かった事から、1990年代を通じて日本全国各地に建設された。

## テナント不足
かつては都市部を中心に極めて需要の高かったこれらインテリジェントビルだが、1990年代末頃より次第に供給過剰となっている。
この問題では、従来の20 - 50cm程の空間を設けるフリーアクセスフロアに拠らなくても、床タイルを改造して配線に利用できる数センチほどの空間を設けるフリーアクセスタイルを使用することで、古いタイプのオフィスビルでOA化に対応させられる上に、OA機器の消費電力低減やネットワーク設備のダウンサイジングもあって、高度な設備を必ずしも必要とされなくなった事があり、また建て替えで賃貸料増大を見込んだビルオーナーが多かったことも供給過剰の原因と考えられる。
他方では日本での長引く不景気で、会社の倒産や地方事業所の閉鎖も相次いだ事が、更にインテリジェントビル余剰を加速させる原因となっている。これには通信・運輸網の整備により、必ずしも地方都市に大規模な支社を必要としなくなっている事も関係している。

## 活用
2000年代に入って都市部を中心にテナントのない空きインテリジェントビルが増加する中で、これを有効活用しようと言う動きも見られる。
これらは本来、商業ビルであるためガス・水道などの生活インフラはそれほど充実していないが、トイレなどの衛生設備は充実しているため、多段式ベッドを入れるなどして、簡易宿泊所として利用出来るよう改装している事例もある。
あるビルメンテナンス・解体業者では、これら簡易宿泊施設は社宅として扱われ、アルバイト等の不定期採用されている人員の宿舎として利用されている。一泊1500円程度だが、若者失業率9％でしかも行く当てのない若者ら（ネットカフェや友人宅を流れ歩くような住所不定者）が寝泊りし、同社が提供する仕事をこなしながら生活している。
従来では都心部などにおいてドーナツ化現象により、周辺衛星都市からの通勤が難しい地域に多く見られる「テナント不足状態にあるインテリジェントビル」にこれら若者を寝泊りさせる事で、周辺のビルへの労働者派遣が行いやすく、また人員を一定数ストックしておける事もあって、単に空きビルとして放置するよりも、はるかに効率がいい模様である。